# Consejería (España)

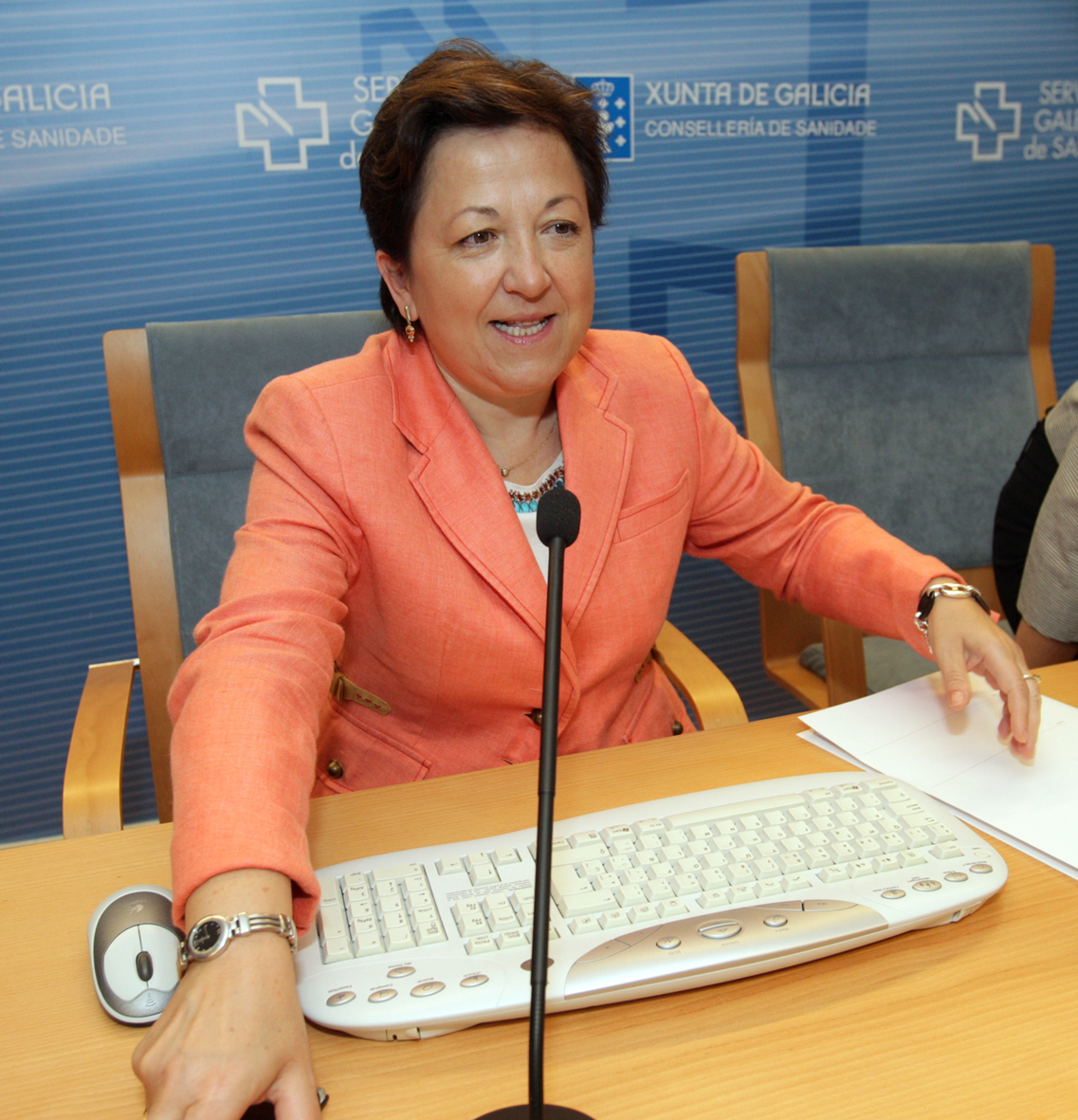
Pilar Farjas, exconsejera de Sanidad de la Junta de Galicia

Se denomina consejería a cada una de las carteras en que se dividen los gobiernos de las comunidades autónomas de España.
Se trata del equivalente a los ministerios en el reparto por funciones de los órganos de gobierno estatales. La cabecera de una consejería es regida por un responsable máximo, que se conoce como consejero. Asimismo, la dependencia o sede de cada consejería recibe la misma denominación.
En el caso de Cataluña, Aragón, Navarra y País Vasco se denominan también «departamentos».[cita requerida]

## Ejemplos de consejerías
Son ejemplos de consejerías la Consejería de Salud de la Generalidad de Cataluña*, la Consejería de Gobernación de la Generalidad de Cataluña*, la Consejería para la Igualdad y Bienestar Social de la Junta de Andalucía, la Consejería de Turismo, Comercio y Deporte de la Junta de Andalucía, la Consejería de Empleo, Mujer y Políticas Sociales de la Junta de Extremadura, la Consejería de Presidencia, Administraciones Públicas y Justicia de la Junta de Galicia o la Consejería de Educación y Ordenación Universitaria de la Junta de Galicia.
*En Cataluña, las distintas consejerías en las que se divide la Generalidad de Cataluña reciben el nombre de departamento (departament en catalán), aunque los responsables de las mismas reciben el nombre de consejeros (consellers en catalán).